# Zapteryx exasperata
Zapteryx exasperata är en rockeart som först beskrevs av Jordan och Gilbert 1880.  Zapteryx exasperata ingår i släktet Zapteryx och familjen Rhinobatidae. IUCN kategoriserar arten globalt som otillräckligt studerad. Inga underarter finns listade i Catalogue of Life.